# The Image Maker
The Image Maker er en amerikansk stumfilm fra 1917 af Eugene Moore.

## Medvirkende
- Valda Valkyrien som Ashubetis / Marian Bell.
- Harris Gordon som Prins Tsa / John Arden.
- Inda Palmer som Mrs. Bell
- Morgan Jones
- Arthur Bauer som Maxon.